# لشکر ۴ پیاده (لهستان)
لشکر ۴ پیاده لهستان (انگلیسی: 4th Infantry Division) لشکر پیاده‌نظام مکانیزه نیروی زمینی لهستان بود، که در سال ۱۹۱۹ تأسیس شد و در سال ۱۹۹۸ منحل گردید.
پس از استقلال لهستان پس از پایان جنگ جهانی اول، این لشکر در جنگ لهستان و اوکراین در سال ۱۹۱۹ شرکت کرد. در طول جنگ جهانی دوم، این لشکر به عنوان سه سازمان کاملاً مجزا وجود داشت، نمونه اولیه این لشکر به عنوان بخشی از ارتش لهستان قبل از جنگ، نمونه دوم که توسط متفقین غربی مسلح و مجهز شده بود، و نمونه دیگر که توسط اتحاد جماهیر شوروی مسلح، مجهز و کنترل می‌شد. نمونه دوم و سوم این لشکر از سال ۱۹۴۴ تا ۱۹۴۷ به طور همزمان وجود داشتند.